# Сепаратизм в Пакистане

Четыре крупнейших этнических группы Пакистана и территория их расселения за пределами республики

Сепаратизм в Пакистане — явление, вызванное стремлением ряда этнических групп, компактно проживающих на территории Пакистана, к образованию независимых национальных государств.

## Пуштунский сепаратизм

Флаг сторонников создания Пуштунистана в 1947 году.

Позиции властей Афганистана и Пакистана по проблеме Пуштунистана сильно различаются. Так, позиция Афганистана по включению пуштунских территорий в свой состав категорически отвергается Пакистаном. Афганистан объясняет свои претензии на пакистанские пуштунские районы тем, что они были основным регионом проживания пуштунов начиная с 1709 года династии Хотаки и во времена Дурранийской империи. Согласно историческим источникам, афганские племена пришли в долину Пешавар только после 800 года н. э., когда состоялись исламские завоевания этой области.

## Белуджский сепаратизм
Вооружённый конфликт в Белуджистане начался в 1948 году и продолжается до настоящего времени. Правительствам Ирана и Пакистана противостоят националисты-белуджи, добивающиеся независимости разделённого народа. Из крупнейших военных формирований в Белуджистане действуют Освободительная армия Белуджистана и Джундалла.

## Синдский сепаратизм
Синдхудеш (синдхи سنڌو ديش, «Страна синдхов») — название гипотетического отдельного, независимого от Пакистана синдского государства, предложенное националистами. Движение синдхи возникло в 1967 году под руководством Гулама Муртазы Сайеда и Пир Али Мохаммеда Рашди в противовес унитаристской политике центра, навязыванию центральным правительством языка урду и присутствию в провинции большого количества мухаджиров — беженцев-мусульман из Индии. Тем не менее, ни сепаратистской, ни националистической партиям не удавалось занять главенствующее положение в синдской политике. Успех Пакистанской народной партии в Синде показывает, что синдхи предпочитают сепаратистской программе конституционный политический процесс, и ни сепаратисты, ни националисты не имеют значительной народной поддержки. Большинство синдхов разделяет пакистанскую идентичность и предпочитает оставаться частью Пакистана.